# 中华路街道 (大连市)
中华路街道，是中华人民共和国辽宁省大連市甘井子區下辖的一个乡镇级行政单位。

## 行政区划
中华路街道下辖以下地区：
梅山社区、永安社区、永新社区、永明社区、永昌社区、永盛社区、六祥社区、六顺社区、天发社区、兴国社区、名贵山庄社区、锦园社区、新园社区、北府花园社区、动力院景社区、华北社区、润洋社区、兴富社区、兴民社区、兴强社区、兴利社区、金钢社区、金宇社区、华振社区、秀水社区、秀山社区、华中社区、华兴社区、华岳社区、华国社区、校园社区、新动社区、华东社区和永诚社区。